# Cesilie Carlton

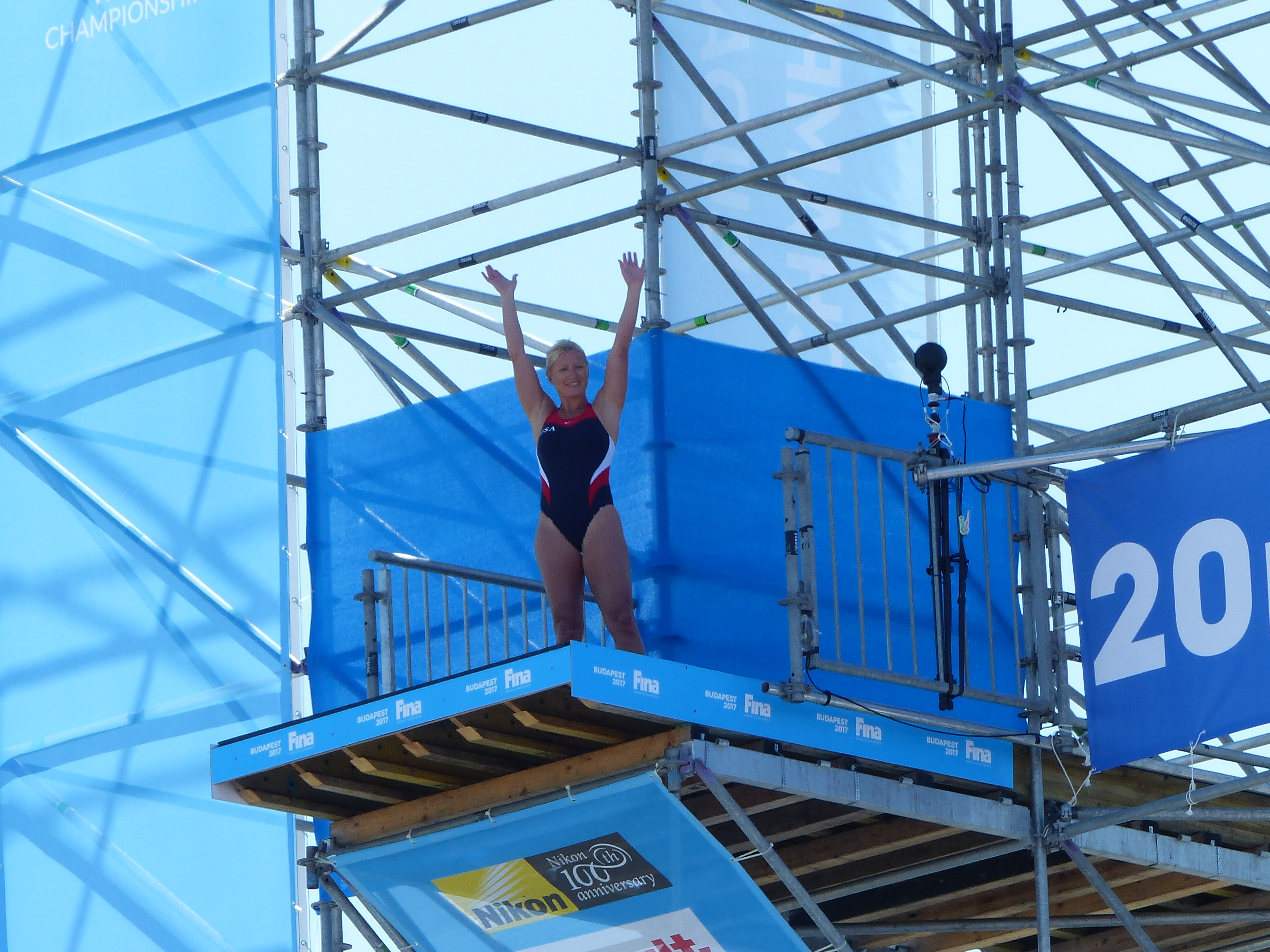
Cesilie Carlton

Cesilie Carlton (* 27. März 1981) ist eine US-amerikanische Wasserspringerin.
Bei den Schwimmweltmeisterschaften 2013 in Barcelona wurde sie erste Weltmeisterin im neu eingeführten 20-Meter-Klippenspringen. 2015 und 2016 wurde sie Dritte bei den Red Bull Cliff Diving World Series.